# Cosimo I. de’ Medici

Agnolo Bronzino, Porträt von Cosimo I de’ Medici in Rüstung, 1545, Uffizien

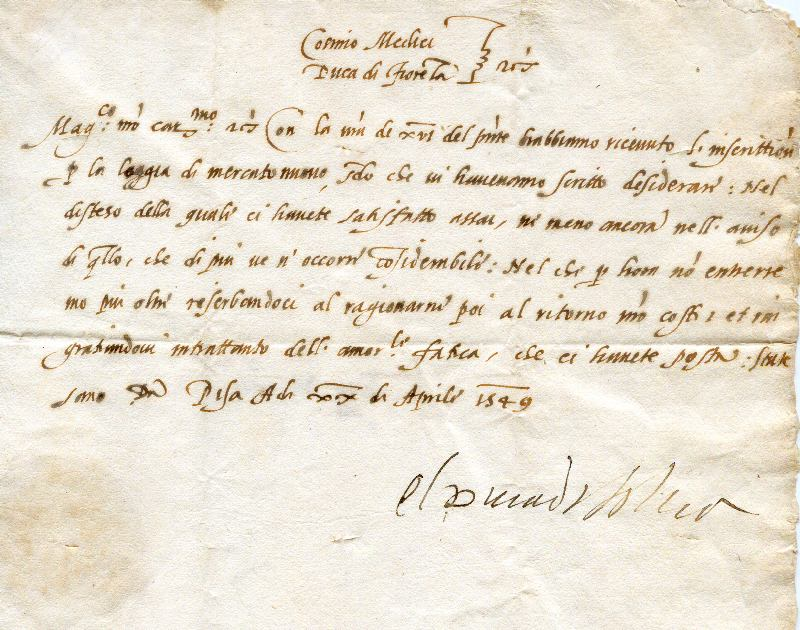
Brief Cosimos an den Humanisten Piero Vettori (1549) mit eigenhändiger Unterschrift

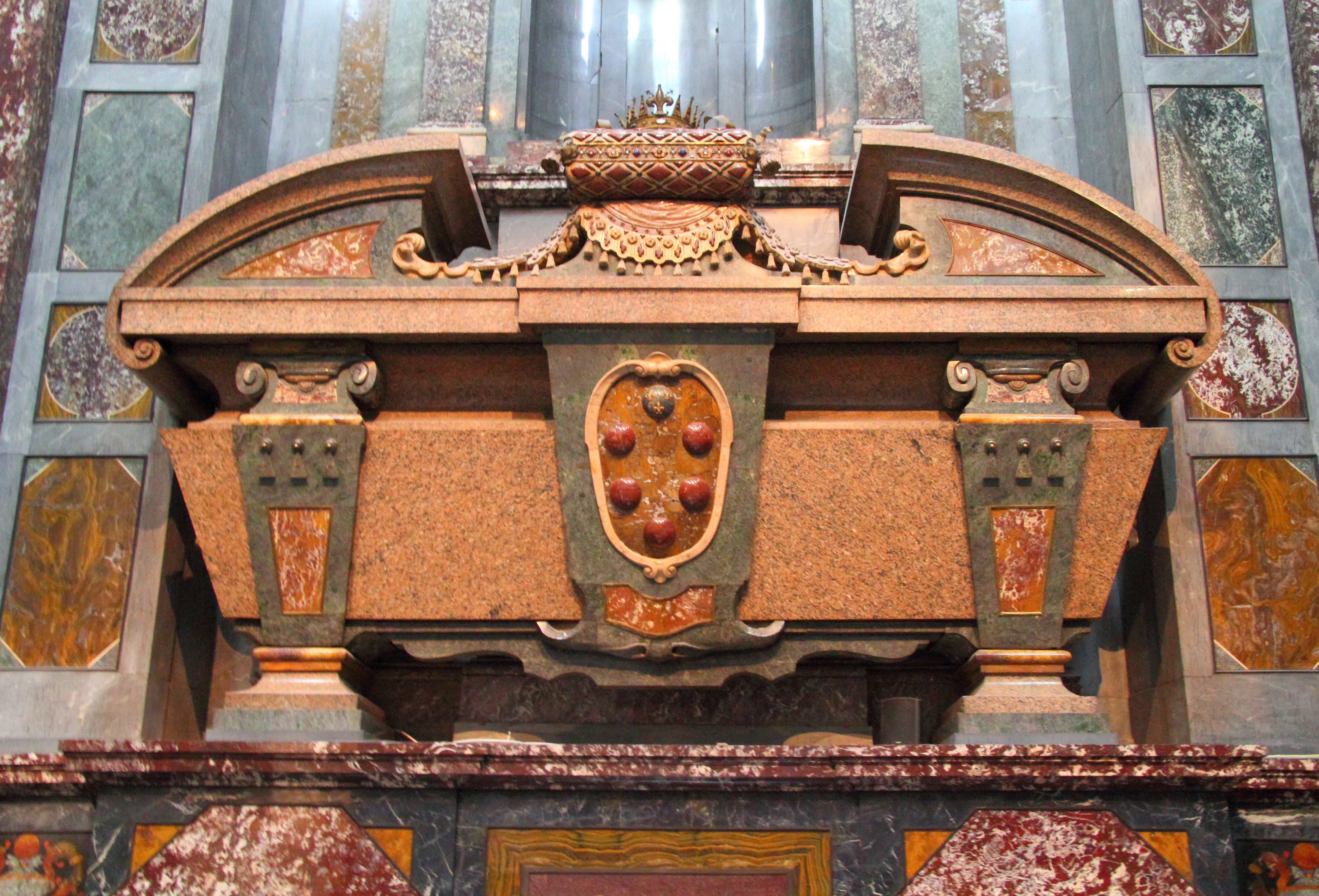
Sarg von Cosimo I. in der Fürstenkapelle

Cosimo I. de’ Medici (* 12. Juni 1519 in Florenz; † 21. April 1574 in der Villa Medici von Castello in Florenz) aus der Familie der Medici war ab 1537 Herzog von Florenz und ab 1569 Großherzog der Toskana. Sein Vater war Giovanni dalle Bande Nere, seine Mutter Maria Salviati. Er war Mitglied des Ordens vom Goldenen Vlies.

## Machtübernahme
Cosimo kam an die Macht, nachdem 1537 Alessandro de’ Medici ermordet worden war. Alessandros einziger männlicher Nachkomme war der fünfjährige Giulio, ein unehelicher Sohn. Sein Onkel, der Kardinal Innocenzo Cibo, setzte sich dafür ein, dass er die Nachfolge des florentinischen Herrschers antreten sollte, in der Hoffnung, selbst die Macht auszuüben. Beim Rat der Stadt konnte er sich damit jedoch nicht durchsetzen, und Francesco Guicciardini, Francesco Vettori und andere führende Bürger favorisierten die Wahl Cosimos, eines Sohns von Giovanni dalle Bande Nere und damit eines Mitglieds der jüngeren Linie der Medici. Er war zwar erst siebzehn, aber ehrgeizig und durch den Reichtum der Medici mächtig. Zum Zeitpunkt seiner Thronbesteigung hielten ihn die Florentiner für einen jugendlichen Nichtsnutz, den nur Sport und Spiele interessierten.
Cosimo war nach dem kaiserlichen Patent legitimer Nachfolger als Herzog und wurde sogleich von Karl V. anerkannt. Entgegen den Erwartungen seiner Unterstützer ließ er sich trotz seiner Jugend nicht von anderen lenken, sondern arbeitete daran, sich als absoluter Herrscher zu etablieren, der sich von republikanischen Formen wenig aufhalten ließ.

## Schlacht von Montemurlo
Als die Verbannten vom Tod Alessandros und der Wahl Cosimos erfuhren, sahen sie die Gelegenheit gekommen, nun zügig die Medici-Herrschaft zu brechen. Sie hatten Geld und Hilfsversprechen aus Frankreich erhalten und wurden von Filippo Strozzi und Baccio Valori unterstützt. Strozzi brachte neben seinem Reichtum und Macht seinen Sohn Piero Strozzi ein, einen ausgezeichneten Militär. Die Exilanten sammelten ihre Truppen bei Mirandola, darunter viertausend Infanteristen und dreihundert Pferde und Mitglieder der wichtigsten Florentiner Familien unter der Führung Bernardo Salviatis und Piero Strozzis. Sie zogen gegen Ende Juli 1537 in die Toskana.
Als Cosimo durch seine Spione von dem Vormarsch erfuhr, ließ er von Alessandro Vitelli sofort die besten deutschen, spanischen und italienischen Infanterietruppen sammeln, die ihm zur Verfügung standen und ohne zu zögern gegen den Feind marschieren. Mit 700 ausgesuchten Infanteristen und einer Truppe von 100 Reitern, denen sich andere spanische Fußsoldaten unterwegs anschlossen, marschierte Vitelli gegen Prato. Im frühen Morgengrauen des 1. August 1537 startete er einen Überraschungsangriff auf die Vorhut der Exilanten nahe Montemurlo, einer alten Festung der Nerli, die in eine Villa umgebaut worden war.
Nachdem er die Vorhut in die Flucht geschlagen hatte, stürmte er Montemurlo, wohin sich Filippo Strozzi und einige seiner Kameraden geflüchtet hatten. Nach einigen Stunden verzweifelten Widerstands mussten sie vor der Überzahl kapitulieren. Der Hauptteil der Armee war wegen heftiger Regenfälle und schlechten Zustands der Wege in den Bergen aufgehalten worden, und als man dort von der Niederlage bei Montemurlo erfuhr, zog sich die Armee zurück. Alessandro Vitelli zog siegreich mit seinen Gefangenen in Florenz ein, und Cosimo konnte seinen ersten Triumph feiern.

## Prozesse
Von den Gefangenen, die aus bedeutenden Familien stammten, wurden vier an aufeinanderfolgenden Tagen auf der Piazza enthauptet. Danach setzte der Herzog die Hinrichtungen zunächst aus. Dann wurden Filippo Strozzis Sohn und Neffen sowie Baccio Valori am 20. August 1537 im Hof des Bargello enthauptet. Nun war noch Filippo Strozzi übrig, der in der Fortezza da Basso gefangengehalten wurde. Er hatte zahlreiche Anhänger und genoss den Schutz des französischen Königs. Trotzdem suchte Cosimo nur einen glaubwürdigen Vorwand, um seinen Feind loszuwerden. Er ließ ihm den Prozess machen, aber trotz Folter bestritt Strozzi alle Anschuldigungen. Deshalb wurde er auch anschließend hinter Gittern gehalten.
Am 18. Dezember 1538 aber wurde er mit einem blutbefleckten Schwert an seiner Seite tot in der Gefängniszelle aufgefunden. Auf einem Zettel in seiner Zelle standen Vergils Worte exoriare aliquis nostris ex ossibus ultor (Ein Rächer soll aus unseren Knochen auferstehen). Man nahm an, dass er es vorgezogen hatte, Selbstmord zu begehen, statt dem Henker zum Opfer zu fallen. Dennoch meinten einige Historiker, dass Cosimo ihn habe ermorden lassen und das Verbrechen auf diese Weise habe verschleiern wollen.

## Herrschaft
Das Massaker des jungen Fürsten an seinen Gefangenen warf einen dauerhaften Schatten auf seine Herrschaft. Von da an war aber klar, dass er seine Pläne entschlossen und ohne Skrupel verfolgt. Im Jahre 1539 heiratete er die 17-jährige Eleonora von Toledo in San Lorenzo in Florenz. Anschließend übersiedelte er in den von ihm für sicherer gehaltenen Palazzo Vecchio. In ihm sah man die Inkarnation von Machiavellis Fürsten. Francesco Guicciardini, der einen gewissen Einfluss auf Cosimo ausübte, musste sich aus dem öffentlichen Leben zurückziehen und sich in seiner Villa in Arcetri seiner Geschichtsschreibung widmen. Dort starb er 1540, und sobald kam das Gerücht auf, dass der Herzog ihn habe vergiften lassen. Dies zeigt, wie man Cosimo inzwischen einschätzte. Während seiner Herrschaft gingen 140 Männer und 6 Frauen auf das Schafott, nicht gezählt jene, die im Ausland durch Cosimos Leute ermordet wurden.
Er machte die alten republikanischen Institutionen zu leeren Hüllen. Er erließ strenge Edikte gegen die Rebellen, insbesondere durch das Polverina genannte Gesetz (nach Jacopo Polverini, der es vorgeschlagen hatte). Nach diesem Gesetz konnte nicht nur der Besitz eines Verbannten, sondern auch der von dessen Erben konfisziert werden, selbst wenn er von ihnen selbst erworben worden war. Cosimo herrschte als unabhängiger Souverän eines Staates, wenn auch sein Reich eigentlich klein und schwach war. Als 1542 der Streit zwischen Karl V. und Franz I. wieder auflebte, schlug er sich sofort auf die Seite des Kaisers. Er musste verschiedenen europäischen Herrschern, insbesondere Karl V., erhebliche Kredite geben und die Botschafter mit Schmiergeldern bestechen. Daneben führte er Kriege für die Ausweitung seines Territoriums. Da weder sein geerbter Reichtum noch die konfiszierten Güter für all dies ausreichten, erpresste er sein Volk mit übermäßigen Steuern und begann damit seine Stellung allmählich zu schwächen.

## Lucca und Siena
Einen besonderen Groll hegte Cosimo gegen die benachbarten Republiken Siena und Lucca. Obwohl ersteres von Spaniern besetzt und letzteres klein und unbedeutend war, nahmen sich die mit dem neuen Regime unzufriedenen Florentiner die freien Institutionen der Republiken zum Vorbild. Francesco Burlamacchi, ein ehrgeiziger Patriot aus Lucca, hatte sogar den Plan, republikanische Regierungen in allen Städten der Toskana wiederzuerrichten. Mit der Hilfe des Kaisers gelang es Cosimo, ihn zum Tode verurteilen zu lassen.
Während Lucca als unbedeutender Staat keinen Ehrgeiz einer Rivalität mit Florenz entwickelte, war Siena ein alter Feind von Florenz und hatte den Florentiner Verbannten immer Schutz gewährt. Nun unterwarf es sich widerwillig der anwesenden spanischen Garnison, aber durch französische Versprechungen ermutigt, erhob es sich gegen die Besatzer und vertrieb 1552 die Spanier. Cosimo schrieb an den Kaiser und bat ihn um die Erlaubnis, Siena angreifen zu dürfen, sowie um militärische Unterstützung.
Da keine unmittelbare Antwort kam, täuschte er Verhandlungen mit Heinrich II. von Frankreich vor, woraufhin er ein Kontingent aus deutschen und spanischen Truppen erhielt. Siena wurde fünfzehn Monate lang belagert, bis die sich heroisch verteidigenden Einwohner, die von dem unter französischer Flagge kämpfenden Piero Strozzi unterstützt wurden, aus Mangel an Munition und wegen einer Hungersnot kapitulieren  mussten. Die ehrenhaften Kapitulationsbedingungen wurden schamlos gebrochen. Durch die Belagerung und eine hohe Zahl von Flüchtlingen sank die Bevölkerung von vierzigtausend auf achttausend. Einige Republikaner zogen sich nach Montalcino zurück und hielten sich bis 1559 als Schattenrepublik Sienas (Repubblica di Siena riparata in Montalcino).
Cosimo beherrschte nun Stadt und Territorium Sienas im Namen Karls V., der ihm stets den Alleinbesitz vorenthielt. Nach der Abdankung des Kaisers und der Nachfolge Philipps II. auf dem spanischen Thron erhielt Cosimo schließlich Siena und Porto Ferraio gegen die Aufgabe eines Anspruchs auf 200.000 Dukaten von Karl V.

## Großherzogtum Toskana
Durch den Frieden von Cateau-Cambrésis 1559 erlangte Cosimo auch noch die Macht über das Gebiet von Montalcino und bildete das Großherzogtum Toskana, aber weiterhin regierte er den neuen Staat (d. h. das Territorium Sienas) getrennt von dem alten. Seine Herrschaft war geschickt und despotisch, aber seine enormen Ausgaben veranlassten ihn, große Geldsummen durch Maßnahmen aufzutreiben, die untauglich für das Land und das Volk waren. So trug das Großherzogtum von Anbeginn an die Wurzeln seines zukünftigen Niedergangs in sich.
Cosimo übertrug Ämter oft auf Männer niederer Herkunft, von denen er sich mehr Gefügigkeit versprach. Er liebte es aber auch, von einer Hofaristokratie nach spanischem und französischem Muster umgeben zu sein. Da keine toskanische Aristokratie mehr existierte, ernannte er neue Adlige und lockte fremde mit verschiedenen Feudalprivilegien an. Er gründete den Ritterorden vom Heiligen Stephan, der mit der Verteidigung der Küsten gegen Piraten betraut wurde und durch seinen Heldenmut dem Herzog Ehre einbrachte. Ebenso richtete er eine kleine stehende Armee zum Schutz der Grenzen ein; im Allgemeinen setzte er aber deutsche und spanische Truppen für seine Kriege ein und hatte stets eine fremde Leibwache.
Zu Beginn seiner Herrschaft opponierte er gegen die Päpste, um die Unabhängigkeit seines eigenen Staats zu bewahren. Später unterwarf er sich ihnen jedoch auf vielerlei Weise und lieferte sogar seinen eigenen Vertrauten Pietro Carnesecchi der Inquisition aus, die ihn der Häresie anklagte sowie 1567 enthauptete und verbrannte.
Im Gegenzug für diese Zeichen der Unterwerfung brachten die Päpste ihm ihre Gunst entgegen. Am 27. August 1569 verlieh Pius V. ihm in einer päpstlichen Bulle den langersehnten Titel „Großherzog der Toskana“ und krönte ihn am 18. Februar 1570 in Rom, wenn auch unter anderem der Kaiser sein Einverständnis bis zum Ende versagte. Erst 1575 wurde der Titel von Kaiser Maximilian II. gegenüber Francesco de’ Medici bestätigt. Damit stieg die Familie der Medici unter die ersten Familien Europas auf.
Die für die Toskana schädlichste Maßnahme war das Steuersystem, das nur bezweckte, eine möglichst hohe Summe an Geld auszupressen. Der dadurch verursachte Schaden für Gewerbe, Handel und Landwirtschaft war enorm und führte zusammen mit den Schäden durch den Krieg mit Siena zum Ruin. Andererseits ergriff Cosimo aber auch nützliche Maßnahmen für den inneren Wohlstand des Staates. Er baute die Universität Pisa wieder auf, vergrößerte die Universität Siena und führte öffentliche Bauten wie die Ponte Santa Trinita in Florenz aus. Während der großen Überschwemmungen von 1557 setzte er sich dafür ein, die Notleidenden zu unterstützen.

## Die letzten Jahre

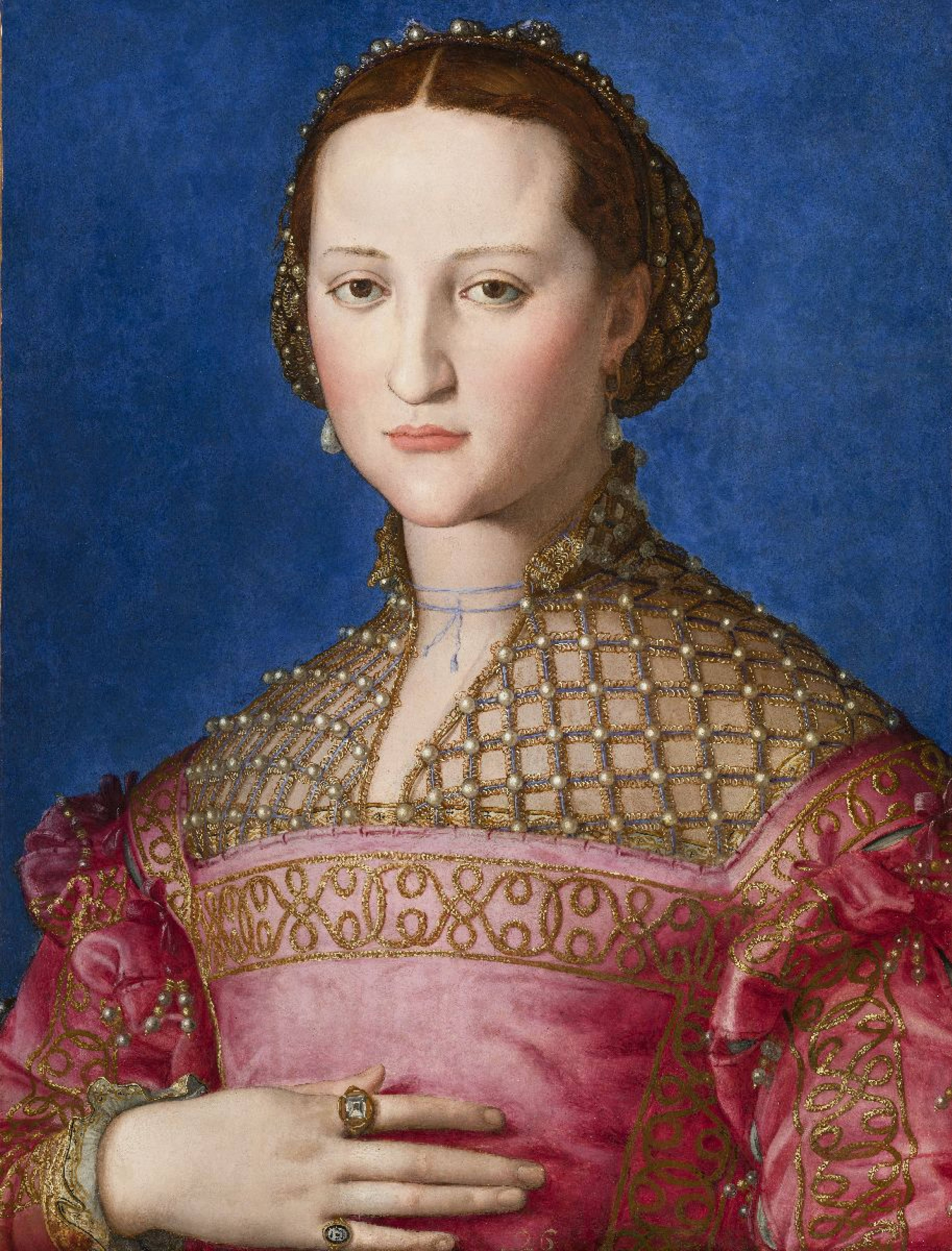
Bronzino: Eleonora di Toledo, um 1545

1539 hatte er Eleonora von Toledo, die Tochter des Vizekönigs von Neapel aus dem Haus Álvarez de Toledo, geheiratet. 1562 starben ihre Söhne Giovanni und Garzia und bald darauf auch die Mutter auf einer Reise in Pisa. Es wurde gemunkelt, dass Garzia seinen Bruder ermordet und dann vom erzürnten Vater getötet worden sei. Weiterhin wurde Cosimo beschuldigt, für den Tod seiner Gattin verantwortlich zu sein, aber genau wie die andere Behauptung wird auch diese durch nichts gestützt. Wahrscheinlicher ist die Annahme, dass alle drei an Malaria verstorben sind.
Inzwischen war er von Krankheit gezeichnet. 1564 übergab er die Regierung seinem ältesten Sohn, der allerdings zunächst als sein Leutnant agierte, so dass er im Notfall die Macht wieder an sich hätte nehmen können. 1570 heiratete er auf Anraten von Pius V. die junge Camilla Martelli. 1574 starb er im Alter von 54 Jahren nach einer Herrschaft von 37 Jahren.

## Nachkommen

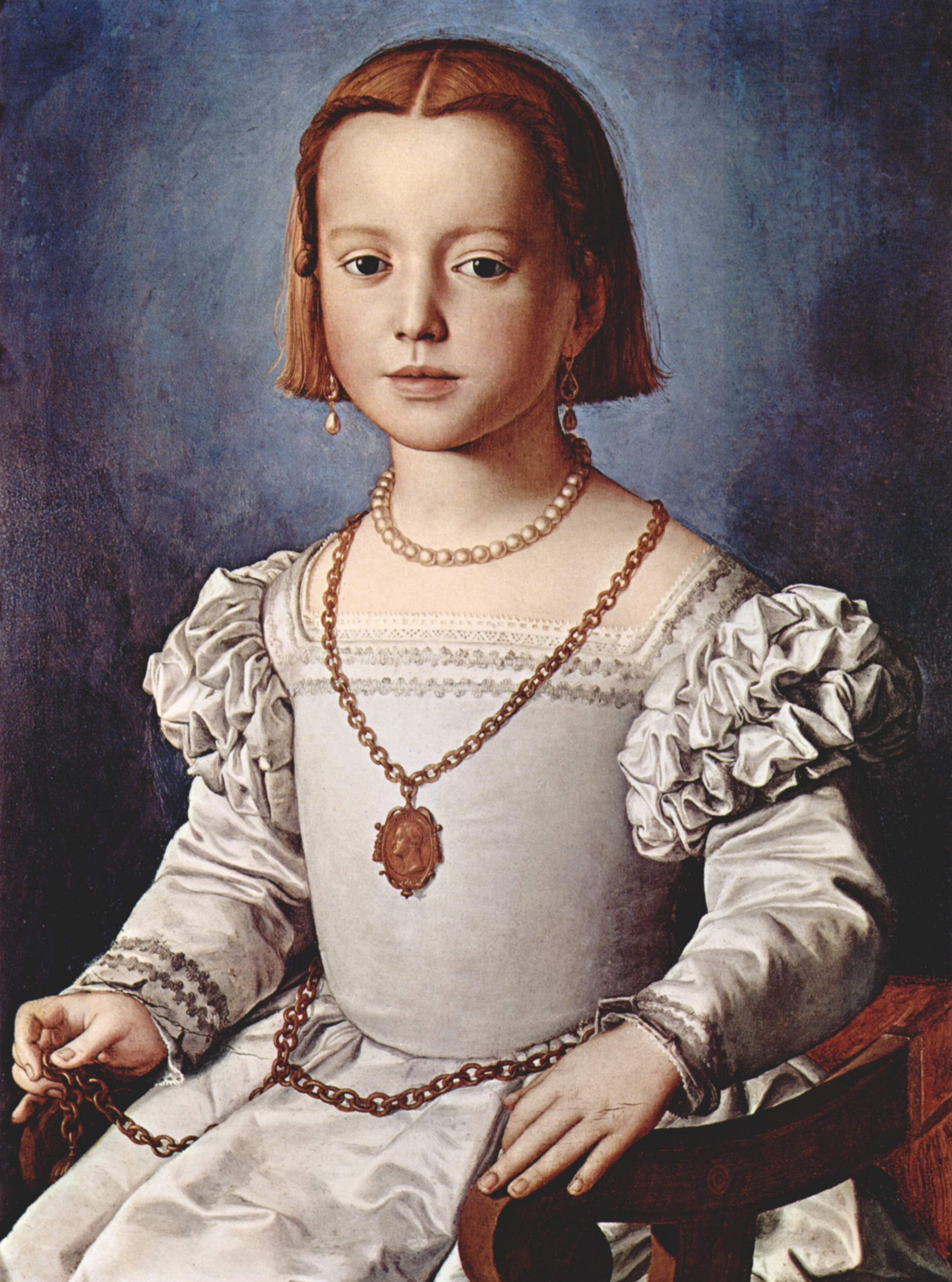
Bia de’ Medici

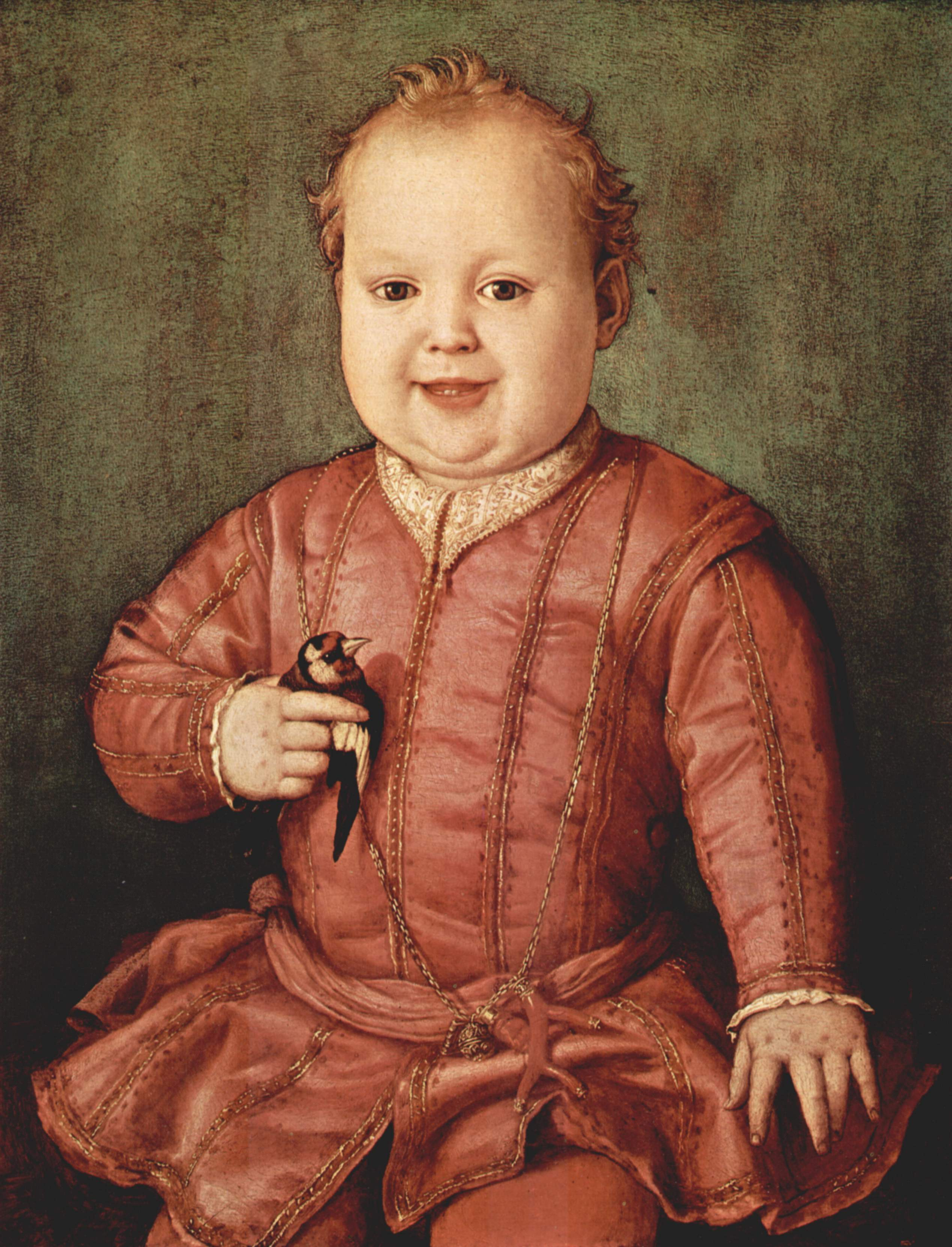
Giovanni de’ Medici

Seine älteste Tochter Bia war illegitim und lange vor der Hochzeit geboren worden. Mit Eleonora, der er stets treu war, hatte Cosimo zehn Kinder. Mit Camilla hatte er nochmals drei Nachkommen. Die meisten seiner Kinder starben jung. Seine beiden Söhne Francesco und Ferdinando wurden nacheinander seine Nachfolger.

### Illegitim
- Bia (1536–1542)

### Mit Eleonora di Toledo
- Maria (* 3. April 1540; † 19. November 1557)
- Francesco (* 25. März 1541; † 19. Oktober 1587), Großherzog der Toskana
- Isabella (* 31. August 1542; † 16. Juli 1576)
- Giovanni (* 28. September 1543; † 23. November 1562), Bischof von Pisa und Kardinal
- Lucrezia (* 7. Juni 1545; † 21. April 1562)
- Pietro (Pedricco) (* 10. August 1546; † 10. Juni 1547)
- Garzia (* 5. Juli 1547; † 12. Dezember 1562)
- Antonio (*/† 1548)
- Ferdinando (* 30. Juli 1549; † 3. Februar 1609), Großherzog der Toskana
- Anna (*/† 1553)
- Pietro (* 3. Juni 1554; † 25. April 1604)

### Mit Camilla Martelli
- Tochter, ungetauft verstorben (*/† 1566)
- Giovanni (1567–1621)
- Virginia (* 29. Mai 1568; † 15. Januar 1615) ⚭ Cesare d’Este, Herzog von Modena